# San Juan (Abra)
San Juan è una municipalità di sesta classe delle Filippine, situata nella provincia di Abra nella Regione Amministrativa Cordillera.
San Juan è formata da 19 baranggay:
- Abualan
- Ba-ug
- Badas
- Cabcaborao
- Colabaoan
- Culiong
- Daoidao
- Guimba
- Lam-ag
- Lumobang

- Nangobongan
- Pattaoig
- Poblacion North
- Poblacion South
- Quidaoen
- Sabangan
- Silet
- Supi-il
- Tagaytay